# Дом Лимбург-Арлон
Родът Лимбург-Арлон или род Лимбург (на немски: Haus Limburg-Arlon) е фамилията на графовете и от 1140 г. на херцозите на Лимбург.
През началото на 13 век тя добива чрез женитба графствата Берг и Люксембург. Докато по-старите линии Берг и Лимбург изчезват през 1279 или 1348 г., през 1308 г. линията Люксембург се възкачва на германския кралски трон чрез Хайнрих VII и оттогава се нарича Люксембург. Една по-млада линия на Люксембургите се издига във Франция.
Първото споменаване на един граф от Лимбург е около 1061 г. с egregius comes Udo de Lemborch (избрания граф Удо от Лимбург). През 11 век се създава графство около замъка Лимбург.
Граф Хайнрих I е номиниран през 1101 г. от император Хайнрих IV за херцог на Долна Лотарингия. През 1106 г. той загубва херцогската си титла.
През 1128 г. неговият син Валрам III от Лимбург (1119 – 1139) получава титлата Херцог на Долна Лотарингия от император Лотар III, през 1139 г. Конрад III дава титлата на Брабантите.
Следващата година (1140) година Хайнрих II, синът на Валрам, е номиниран за херцог на Лимбург.
Чрез женитбата (през 1214 г.) на херцог Валрам IV с Ермезинда II, графиня на Люксембург, дъщеря и наследничка на граф Хайнрих IV Слепи (Дом Намюр), Лимбургските Арлон придобива графствата Люксембург, Дюрбюи и Ла Рош.